# Myrmeleon variegatus
Myrmeleon variegatus là một loài côn trùng trong họ Myrmeleontidae thuộc bộ Neuroptera. Loài này được Palisot de Beauvois miêu tả năm 1805.